# Zalasowa
Zalasowa is een dorp in de Poolse woiwodschap Klein-Polen. De plaats maakt deel uit van de gemeente Ryglice.